# Johan Museeuw

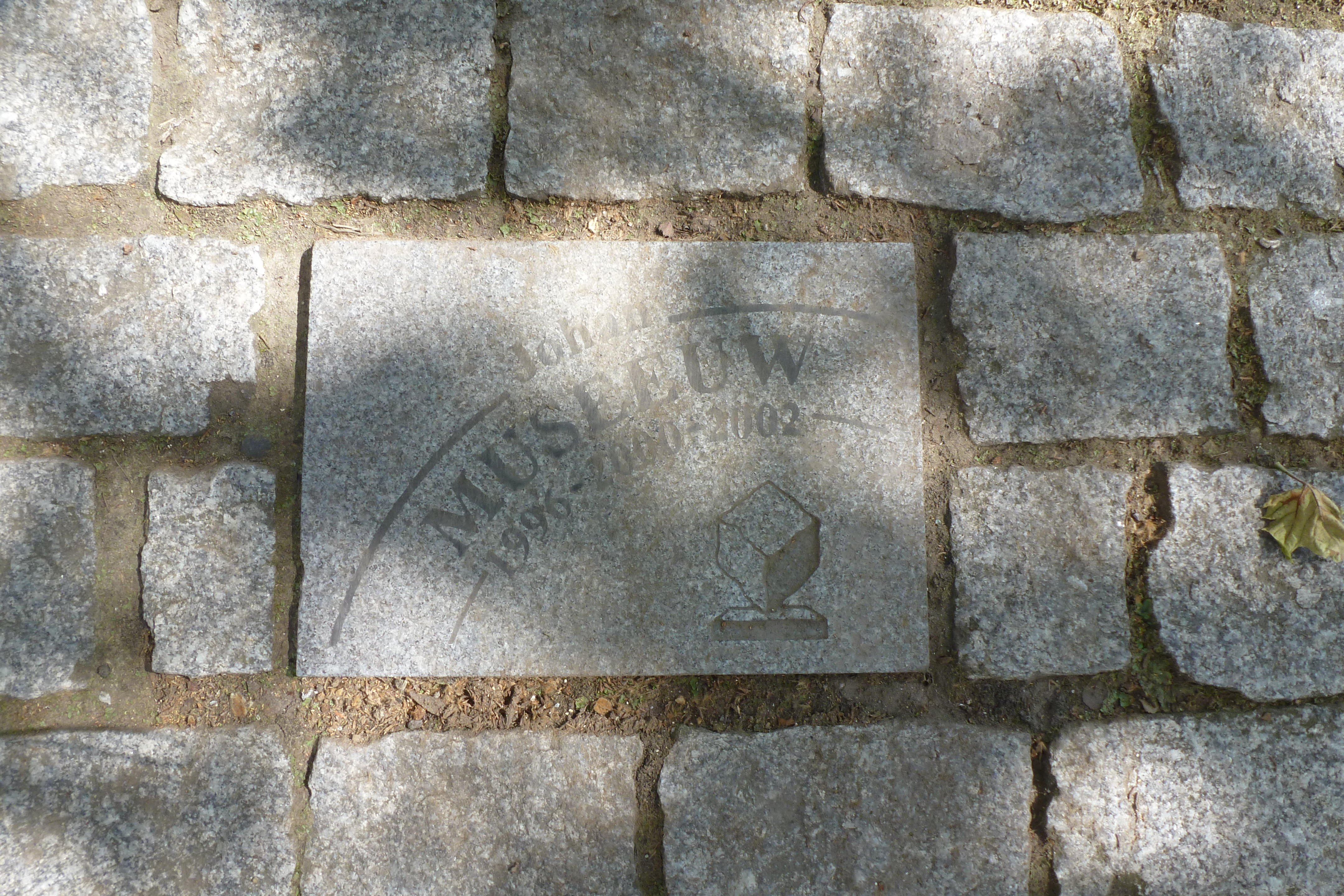
Gatsten på Allée Charles Crupelandt i Roubaix som visar på Johan Museeuws segrar i Paris–Roubaix 1996, 2000 och 2002.

Johan Museeuw, född 13 oktober 1965 i Varsenare, Västflandern, är en belgisk tidigare professionell tävlingscyklist.

## Karriär
Johan Museeuws aktiva professionella karriär varade mellan 1988 och 2004 då han dominerade belgisk cykelsport. Bland hans många segrar kan nämnas Paris–Tours 1993, Flandern runt 1993, 1995 och 1998, Paris–Roubaix 1996, 2000 och 2002, samt Amstel Gold Race 1994. Dessutom blev han världsmästare 1996 i Lugano och samma år vann han också världscupen för andra gången. Museeuw var mycket populär i hemland under sin storhetstid och gick under smeknamnet "Lejonet från Flandern".
Museeuw blev professionell 1988 med ADR. Hans pappa Eddy hade tävlat som professionell under två säsonger men inte gjort några större resultat. Även hans kusin Jacky Museeuw var cyklist och slutade trea på etapp 2a på Circuit Franco-Belge. Under 1989 var Johan Museeuw en del av stallet som hjälpte Greg LeMond att vinna Tour de France för andra gången.
1998 skadade Museeuw sitt ben svårt efter en krasch och var nära att avsluta sin karriär. Två år senare tog han hem segern i Paris–Roubaix. 
Museeuws sista tävling blev Scheldeprijs 2004. I slutet av hans karriär blev han också avstängd för dopning. Museeuw erkände i januari 2007 att han hade använt förbjudna substanser, främst EPO, i slutet av sin karriär. Detta gjorde han efter lång tids spekulerande.

## Stall
- ADRenting 1988–1989
- Lotto 1990–1992
- GB-MG 1993–1994
- Mapei 1994–2000
- Farm Frites 2001–2002
- Quick Step 2003–2004